# Municipio de Pánuco (Zacatecas)
El municipio de Pánuco es uno de los 58 municipios del estado mexicano de Zacatecas. Su cabecera es la localidad de Pánuco. El municipio se localiza a 17 km de la capital del estado. La superficie del municipio es de 555 km².

## Historia
En 1548 se fundó un pequeño pueblo de conquistadores que pronto se convirtieron en
los primeros mineros del recién conquistado territorio.
Además, integraron importantes alianzas empresariales y matrimoniales para la explotación minera, lo que, a su vez, serviría de base para la fundación de la primera diputación de minería.
Después de varios descubrimientos, llegaron a lo que hoy es Pánuco el 1 de noviembre de 1548.
El poblado fue fundado por Diego de Ibarra, Francisco de Ibarra y Cristóbal de Oñate.
Juan de Tolosa, Cristóbal de Oñate, Diego de Ibarra, Vicente de Zaldívar y Baltasar Temiño de Bañuelos participaron en la exploración y explotación de las minas de la serranía de Zacatecas hasta Pánuco.
Con los recursos obtenidos en la minería pudieron conformar un núcleo de empresarios con los medios suficientes para impulsar la exploración y conquista de las tierras al norte de Zacatecas, además de configurar la primera más importante élite económica y política de la Nueva España.
Con sus propios recursos, Diego de Ibarra, residente y minero de Pánuco, financió a su sobrino Francisco de Ibarra en la conquista y creación de la Nueva Vizcaya y su capital, Durango.
Pese a que el Mineral de Pánuco estuvo integrado a Zacatecas en la Jurisdicción conocida como Alcaldía Mayor y posteriormente al Corregimiento de la misma ciudad, Pánuco tuvo su propio curato, lo que habla de la cantidad de habitantes que quizá residieron en el mineral, pero que no alcanzaba la suficiencia para tener una autoridad civil distinta a la de Zacatecas.
En enero de 1570 se designó para las minas de Zacatecas y Pánuco al arcedanio de la Catedral de Guadalajara, Pedro Hernando de Quiroz.
En 1577, por Cédula de Felipe II, se eligió a Francisco Pantoja cura y beneficiado de las Minas del las Minas del Real de Pánuco.
Como prueba de la importancia concedida al mineral de Pánuco, en 1570, el cura de la parroquia Bachiller de Bachicaba podía actuar en nombre de la Santa Inquisición.
Pese a la dependencia institucional con Zacatecas, el Real de Minas de Pánuco, en sus primeras décadas el acontecer circulaba entre las minas, la plaza, el templo, las suntuosas residencias de los Oñate y los Ibarra y las barracas de los trabajadores.

## Gastronomía
Asado de boda: Se prepara con carne de puerco en trozos, chile rojo, mirasol y ancho
como ingredientes principales, pero es aderezado con más especias.
Orejas y patitas de puerco: Se cuecen bien las piezas y se desmenuzan, luego son
lampreadas en huevo. El resultado es una delicia para el paladar.
Gorditas: Las hay de queso, frijoles, de maíz nuevo y migadas de horno.
Maja blanco: Leche arroz o maicena, azúcar, canela, opcional pasas y coco, traído a
Pánuco por los conquistadores.
Semana Santa: Se acostumbra el pipián con tortitas de camarón, lentejas guisadas al
gusto, la tradicional capirotada, torrejas con pan de bolillo lampreadas en huevo con
miel de maguey.
Postres: Las frescas tunas nativas, pan ranchero, arroz con leche, cajeta de leche,
tostadas con miel de tuna, rollo de elote y buñuelos con miel.
Bebidas: Aguamiel, pulque, agua de tuna, pinole, atole blanco de maíz cocido

## Festividades
El primer sábado y domingo de octubre, en la festividad de la Virgen de la Victoria, se
conmemora en Pánuco el triunfo de la cristiandad en la Batalla de Lepanto, ocurrida el
7 de octubre de 1571 en Europa.
El Papa Pío V instituyó la celebración de Nuestra Señora del Rosario, a quien se le
invocó en el combate; tuvo revelación de la victoria en el momento mismo en que
fueron derrotados los turcos, y firmemente persuadido de que el éxito se debía a la
particular protección de la Santísima Virgen, instituyó esta fiesta con el nombre de
Nuestra Señora de las Victorias.
Actualmente, las festividades religiosas de las Morismas de la Archicofradía de San
Juan Bautista de la antigua parroquia de Pánuco siguen conservando casi la totalidad
del territorio que como parroquia fue posible integrar.
Por ello, participan más de veinte comunidades de diferentes municipios y parroquias
de Zacatecas, Aguascalientes y San Luis Potosí, en torno a 12 centros rectores que estructuran la
archicofradía. Puede afirmarse categóricamente que ninguna parroquia en el estado
cumple con esta función eclesiástica.
Esta es una de las celebraciones más importantes del municipio, pues se hace en
honor al santo patrono.
De las tradiciones de la época virreinal, de la Cofradía del Santo Entierro, se origina la
Semana Santa con sus ceremonias de reflexión, el simbolismo de la visita de las siete
casas, el encuentro, el sermón de las siete palabras, Rosario del pésame y la
Procesión del Silencio.
Navidad: El 24 de diciembre se acostrumbra "acostar al niño Dios" lo cual representa el nacimiento de Jesús, dando a los invitados una cena que consta de tamales, pozole o buñuelos y como bebida ponche de frutas, champurrado o atole de guayaba de igual forma se hace en el "levantamiento del niño Dios" en el periodo del 6 de enero al 2 de febrero.

## Edificios históricos
Santuario de San Juan Bautista
Data de 1622. Es sede de las ceremonias religiosas de las festividades de las Morismas de Pánuco. La elaboración de los tres retablos, en cantera rosa y mampostería, cubre los siglos s. XVII, s. XVIII y s. XIX.
Casas de los conquistadores
Antiguas casas fueron habitadas por los conquistadores. Se encuentran en torno a la plaza Hidalgo. Son mudos testigos del pasado opulento de Pánuco. Estas casas fueron ocupadas por Cristóbal de Oñate, Diego de Ibarra, Vicente de Zaldívar, entre otros conquistadores de la Nueva Vizcaya, Nuevo México y el Nuevo Reino de León, prácticamente todo el norte de México.
Presidencia municipal
El edificio fue remodelado en 1985. En su interior hay un mural que plasma el origen minero de Pánuco, y varios sucesos destacados de la historia de México.
Parroquia del mineral de Pánuco
Diego de Ibarra manda construir este recinto y lo dota de los ornamentos y objetos necesarios para el culto. Desde un principio es una parroquia independiente, lo que demuestra la importancia que tuvo para las autoridades religiosas de la Nueva Galicia. Es la primera parroquia de Zacatecas; atendió 101 lugares que pertenecieron a ella.
Hacienda de Nuestra Señora del Buen Suceso
Aún hay vestigios de un templo construido por Cristóbal de Oñate, considerado de los primeros del norte de la Nueva España.

## Personas notables
- Juan de Oñate y Salazar (1552-1626). Conquistador y Gobernador de Nuevo México, cofundador de San Luis Potosí.
- Martín de Zavala y Sepúlveda (1597-1664). Gobernador del Nuevo Reino de León, donde fundó Cerralvo y Cadereyta.
- Manuel Puente (1906-). Gran músico y compositor, autor de la marcha de Pánuco.
- Luis Rodríguez Salazar (1907-). Escritor, maestro de primaria y secundaria, desempeñó comisiones oficiales de carácter político y sindical, miembro del S.N.T.E. en la Cd. de México, colaboró en el libro La Batalla de Zacatecas.
- Miguel Báez López (1895-). Maestro, luchador social, Ecologista y político, hace la solicitud para la creación del ejido de Pánuco.
- Salvador Córdova. Licenciado, fue secretario del juzgado de distrito, agente del ministerio público federal y defensor del oficio militar.

## Hechos históricos
| Año  | Acontecimiento |
| ---- | --- |
| 1548 | Fundación de Pánuco, el 1 de noviembre de 1548 |
| 1567 | Muere don Cristóbal de Oñate |
| 1571 | Triunfo de la Batalla de Lepanto con lo cual cambia el nombre de Real de Pánuco a Pánuco de la Victoria y la imagen de la Virgen del Rosario a Virgen de la Victoria.                                                                          |
| 1811 | El cura Miguel Hidalgo y Costilla a su paso a Saltillo efectúa un bautizo en Pánuco. |
| 1914 | Por el triunfo del Centauro del Norte, en la toma de Zacatecas, Pánuco queda desolado a causa de la persecución. Llega a Pánuco un bandolero de nombre Luis haciéndose llamar “Maderista” el cual quema la Presidencia municipal y el archivo. |
| 1916 | Terrible hambruna en Pánuco, paralización de las labores del campo a causa de la inestabilidad política. |
| 1946 | Son trasladados a Tacoaleche el curato y el archivo parroquial de Pánuco. |

## Escudo
El escudo del municipio fue realizado por el ayuntamiento de 1992-1995.
Cabezas de águila: la fuerza de dos civilizaciones (la española y la autóctona) y el momento de su encuentro en la posición frente a frente.
Torre y malacate: el descubrimiento de minerales se tradujo en el establecimiento de las minasque propiciaron su fundación.
Personaje Martín de Zavala de Sepúlveda, nació en el real de Pánuco, Zacatecas y fue gobernador del Nuevo Reino de León, al fondo el cerro de la Bufa y el cerro de la Silla.
Mar y mano con ostia: significado de Pánuco: hombres que llegaron del mar y pan eucarístico.
Torre religiosa: Simboliza la fe que el pueblo en sus creencias.
Maguey: Símbolo del territorio.
Casco guerrero y espada: tradiciones heredadas de la cultura española que se representan mediante festividades propias (enfrentamientos entre turcos y cristianos).
Mazorca: fruto de las generaciones y símbolo de la agricultura.
Marro y cuña: herramientas de trabajo utilizadas para la explotación del mineral.
Ramificaciones amarillas: el florecimiento de una nueva cultura.
Arco: año de fundación de Pánuco, 1 de noviembre de 1548

## Ubicación
El municipio de Pánuco se encuentra ubicado en la región semiárida del Estado, entre las coordenadas 22°26′ de latitud norte y 102° 84' 30" de longitud oeste, a una altura media de 2218 m sobre el nivel del mar.
Limita al norte con los municipios de Fresnillo y Villa de Cos, al sur con Vetagrande y Morelos, al oriente con el municipio de Guadalupe y al poniente con Calera de Víctor Rosales, se encuentra a una distancia de 17 km de la Capital del Estado.

## Orografía
Su suelo es montañoso, aunque no surcado con altas serranías, esta ocupado en su mayor parte por las derivaciones septentrionales de la sierra de Zacatecas, destacándose una pequeña cordillera que forma casi una herradura, constituida de sur a norte por los Cerros de la Orilla, de en Medio, Tajamanil, Texcoco, El Moro, Víboras, el de la Cal, El Peñón, La Leña, entre otros.

## Clima
El clima es seco semidesértico con una temperatura media anual de 16 °C. y precipitación pluvial de 350 a 400 mm en la parte norte y de 400 a 500 mm en el resto del municipio, la mayor incidencia de lluvia se presenta en agosto, los meses más secos son de febrero a abril, la máxima temperatura es de 28 °C y en caso extremo llega a una mínima de -17 °C.

## Principales ecosistemas
Flora
La vegetación es la característica del semidesierto como es: mezquite (proposis sp.), uña de gato y huizachillo (ambos del género de acacia), nopal duraznillo (opuntia robusta), nopal rastrero (opuntia rastrera), nopal tapón (opuntia robusta), gobernadora (larrea tridentada), coyonoztle (opuntia imbricta), garambullo (microrhammus sp.), sangre grado (jatropha spathulata), maguey (agave), nopal cuijo, amarillo (opuntialeucotricha), engordacabra (dalea sp.), jaral (do donaea sp.), agrito (seleropogon sp.), palma (yucca), tatalencho (selloa glutinosal), pastos naturales, órgano, zábila, biznaga (5 especies), pirul, huizache, etc.
Fauna
Se compone de codorniz, paloma ala blanca, paloma guilota, cuervo, torcaza, aguililla, búho, lechuza, algraristas, corre caminos, auras, gorriones, golondrinas; entre los mamíferos se encuentran coyote, mapache, ardilla, conejo, liebre, zorrillo; entre los reptiles se encuentran la víbora de cascabel, chirrionera, alicante, culebra, lagartijo chirrionero, de collar, rasposo, chivilla; además de arañas catalinas, zancona, viuda negra y otras especies, tarántulas, alacranes, ciempiés, ajolotes, ranas, sapos.

## Recursos naturales
Los afloramientos más antiguos que se conoce existen en este municipio así como en todos los que están ubicados en la subprovincia, se tratan de rocas metamórficas de bajo grado (pizarras, filitas y exquisitos), son de una edad que pueden incluir los pisos del triásico inferior. Existen varios cuerpos intrusivos de tipo dioritico y granodioritico que afectaron a las zonas mesozoicas provocando algunas mineralizaciones (oro, plata, plomo, zinc).

## Características y uso del suelo
La geología del suelo de este municipio corresponde a la era mesozoica, del periodo triásico (su litología es pizarra), rocas metamórficas (pizarra) al oeste. 
El territorio municipal es agrícola y se utiliza para la siembra de cultivos de temporal (4275 ha), y de riego (974 ha).

## Fiestas y danzas tradicionales
En Pánuco la fiesta patronal se celebra del 23 al 26 del mes de junio, en honor a San Juan Bautista, patrono de este lugar, con las cruzadas entre moros y cristianos, las tradicionales morismas, y el primer domingo del mes de octubre en honor a la Virgen del Rosario.
* En Muleros el día 15 de mayo en honor a San Isidro Labrador 
* Casa de Cerros en honor al Sr. de la Humildad (movible) 
* Pozo de Gamboa del 2 al 4 de mayo en honor a la Santa Cruz y el día 15 de septiembre. 
* Jesús María el día 5 de mayo en honor a la Santa Cruz 
* San Antonio del Ciprés del 12 al 14 de junio en honor a San Antonio de Padua. 
* Los Pozos el día 15 de mayo en honor a san Isidro Labrador. 
* Llano Blanco Sur el 2 de febrero. 
* Llano Blanco Norte el día 4 de julio en honor a nuestra Señora del Refugio. 
* El Espejo el día 4 de octubre.
* Norias de San Juan el día 13 de mayo 
* San José de la Era el día 22 de noviembre 
* Santa Rita 22 de noviembre. 
* La India 13 de junio. 
* Laguna Seca el 13 de septiembre en honor del señor San Antonio. 
* El Barranco el 25 de febrero en honor del Niño de Atocha.
Danzas
Existen varios grupos de danzas de "Matlachines" las cuales se organizan para danzar en las fiestas patronales de sus comunidades.
Tradiciones
En Semana Santa se colocan altares a Jesucristo y se hace una representación del Viacrucis, el día de muertos, los nacimientos el 24 de diciembre (acostamiento del Niño Dios), día de Reyes, la semana cultural del 26 de octubre al primero de noviembre.

## Principales localidades
Pánuco (cabecera municipal)
Sus principales actividades económicas son la agricultura y el comercio, los principales cultivos son el maíz y el frijol, el número de habitantes según el censo de 2020 es de 1177 habitantes y tiene una distancia hacia la capital de 17 km.
Pozo de Gamboa
La principal actividad es la agricultura, seguido por el comercio y talleres de diferente índole (herrería, carpintería, costura) y una maquiladora, su distancia aproximada a la cabecera municipal es de 10 km y según el censo de 2020 su población es de 5082 habitantes.
San Antonio del Ciprés
La actividad principal es la agricultura (de riego y de temporal), seguida por el comercio, talleres de herrería, mecánica y carpintería; además que cuenta con una deshidratadora de chile, los principales cultivos son el frijol, maíz, chile, zanahoria, cebolla y ajo. su distancia aproximada a la cabecera municipal es de 9 km., y según el censo de 2020 es de 4647 habitantes.
Laguna Seca
La actividad principal es la agricultura siendo los principales cultivos el frijol, maíz, chile seco, zanahoria, ajo y cebolla, además se desarrolla la ganadería en baja escala así mismo el comercio. Su distancia hacia la cabecera municipal es de 18 km. Su población según el censo de 2020 es de 1440 habitantes.
Casa de Cerros
La actividad principal es la agricultura, le sigue el comercio en pequeña escala y también se desarrolla la ganadería principalmente en ganado caprino y ovino; la distancia aproximada hacia la cabecera municipal es de 2 km. y según el censo de 2020 es de 1249 habitantes.
San Juan
Su población y según el censo de 2020 es de 946 habitantes.
Los Pozos
Su principal actividad es la agricultura, seguida del comercio y la ganadería, su distancia aproximada a la cabecera municipal es de 18 km y su población y según el censo de 2020 es de 670 habitantes.
Muleros
La actividad primaria es la agricultura, le sigue la construcción (albañiles) y el comercio en pequeña escala, su distancia de la cabecera municipal es de 5 km. y su población y según el censo de 2020 es de 528 habitantes.

## Cronología de los Presidentes Municipales
| Presidente municipal           | Periodo de gobierno | Partido político |
| ------------------------------ | ------------------- | ---------------- |
| Fidel Cuevas Pérez             | 1941–1941           | PRM              |
| Agustín López                  | 1941–1944           | PRM              |
| Antonio Cuevas Pérez           | 1944–1944           | PRM              |
| Victoriano Rodríguez           | 1944–1945           | PRM              |
| Vicente de la Rosa López       | 1946–1947           | PRI              |
| Pablo Girón Báez               | 1947–1947           | PRI              |
| Calixto González Luna          | 1947–1949           | PRI              |
| Filiberto Maldonado López      | 1950–1952           | PRI              |
| Agustín López Cerros           | 1953–1954           | PRI              |
| Crecencio Quiñones Silva       | 1955–1956           | PRI              |
| Luis Maldonado Rodríguez       | 1956–1958           | PRI              |
| Manuel Jara Carrillo           | 1959–1961           | PRI              |
| Luis Maldonado Rodríguez       | 1962-1964           | PRI              |
| Daniel Ezquivel Torres         | 1965–1967           | PRI              |
| J. Jesús Parga Lara            | 1968–1970           | PRI              |
| Daniel Ezquivel Torres         | 1971–1973           | PRI              |
| José Pérez Palacios            | 1974–1976           | PRI              |
| Ismael Girón González          | 1977–1979           | PRI              |
| Isidro Aguilera Girón          | 1980–1982           | PRI              |
| Juan Ma. Hernández Carreón     | 1983–1985           | PRI              |
| Lic. Roberto Lara López        | 1986–1987           | PRI              |
| Manuel de Jesús Pérez Palacios | 1987–1988           | PRI              |
| Prof. Rodolfo López Gallegos   | 1989–1992           | PRI              |
| Ing. Edilberto Solís Saldívar  | 1992–1995           | PRI              |
| Albino Castillo García         | 1995–1998           | PAN              |
| Federico Guzmán Silva          | 1998–1998           | PRI              |
| Ing. Juan Torres Esparza       | 1998-2001           | PRI              |
| Albino Castillo García         | 2001–2004           | PAN              |
| Isaías Castro Trejo            | 2004–2007           | PT               |
| Benjamin Núñez Cazares         | 2007-2010           | PRD              |
| Hugo Domínguez Ramírez         | 2010-2013           | PAN              |
| Juan Rodríguez Valdez          | 2013-2016           | PRI              |
| Benjamin Núñez Cazares         | 2016-2018           | PRI              |
| Abraham Castro Trejo           | 2018-2021           | Nueva Alianza    |
| Juan Rodríguez Valdez          | 2021-2024           | PRI              |